# Cinema Califòrnia
El Cinema Califòrnia era una sala de cinema d'estiu situat a Castelló (Ribera Alta). Va ser projectat a la dècada del 1950 per l'arquitecte suecà Joan Guardiola, el qual també va projectar altres cinemes d'estiu com el Cinema Monterrey de la Pobla Llarga o el Cinema Casablanca d'Alzira. El Califòrnia acollia representacions teatrals, projeccions de cinema, actuacions musicals, etc.